# Fabrice Genestal
Fabrice Genestal est un réalisateur et scénariste français.

## Filmographie

### Cinéma
- 2000 : La Squale
- 2010 : Krach

### Télévision
- 2008 : Une enfance volée: L'affaire Finaly